# Eccellenza Campania 2000-2001
L'Eccellenza Campania 2000-2001 è stata la decima edizione del campionato italiano di calcio di categoria. Gestito dal Comitato Regionale Campania della Lega Nazionale Dilettanti, il torneo rappresentava il sesto livello del calcio italiano, nonché il primo livello regionale. Parteciparono complessivamente trentadue squadre, divise in due gironi.
I due gironi furono vinti, rispettivamente, dal Gladiator e dall'Angri, che ottennero così la promozione diretta in Serie D. Furono promosse anche la Pro Ebolitana e il Comprensorio Nola: la prima ottenne la promozione tramite i play-off nazionali, mentre la seconda fu ammessa in Serie D grazie alla vittoria della Coppa Italia Dilettanti.

## Formula

### Novità
Conclusasi l'edizione precedente, abbandonarono il campionato di Eccellenza Campania le promosse Ercolano, Scafatese e Marcianise, e le retrocesse Sibilla, Quarto, Audax Cervinara e Montesarchio. Il Campionato Nazionale Dilettanti si concluse con la retrocessione di una squadra campana, la Pro Ebolitana, mentre dal campionato di Promozione furono promosse Caseificio D'Anna, San Giorgio a Cremano, Ariano Valle Ufita e Giffonese. Inoltre furono ripescate Eclanese e Real Pollese a completamento organici.

### Formula
Come nelle precedenti edizioni, il campionato di Eccellenza Campania era diviso in due gironi da sedici squadre ciascuno. I gironi furono stilati attraverso criteri geografici: nel girone A furono inserite dodici squadre dell'hinterland napoletano e quattro squadre della provincia di Caserta; nel girone B parteciparono otto squadre della provincia di Salerno, cinque squadre della provincia di Avellino e altre tre squadre del napoletano.
Le squadre si affrontarono in gare di andata e ritorno, per un totale di 30 incontri per squadra. Erano assegnati tre punti per la vittoria, uno per il pareggio e zero per la sconfitta. Erano promosse nel Campionato Nazionale Dilettanti le vincitrici di ciascun girone, mentre il piazzamento in seconda posizione garantiva l'accesso ai play-off nazionali. Le ultime tre classificate di ciascun girone retrocedevano direttamente in Promozione. In caso di arrivo a pari punti di due o più squadre in una posizione valevole per la promozione o la retrocessione era prevista la formula dello spareggio per definire la posizione finale delle squadre.

## Girone A

### Squadre partecipanti
| Club                  | Città                         | Stagione 1999-2000           |
| --------------------- | ----------------------------- | ---------------------------- |
| Arzanese              | Arzano (NA)                   | 13° in Eccellenza Campania/A |
| Barrese Ester         | Napoli                        | 6° in Eccellenza Campania/A  |
| Capri Isola Azzurra   | Capri (NA)                    | 9° in Eccellenza Campania/A  |
| Capua                 | Capua (CE)                    | 12° in Eccellenza Campania/B |
| El Brazil Napoli      | Casoria (NA)                  | 14° in Eccellenza Campania/A |
| Gladiator             | Santa Maria Capua Vetere (CE) | 3° in Eccellenza Campania/B  |
| Intercamaldoli        | Napoli                        | 10° in Eccellenza Campania/A |
| Ischia                | Ischia (NA)                   | 8° in Eccellenza Campania/A  |
| Napoli Est            | Napoli                        | 2° in Eccellenza Campania/A  |
| Portici               | Portici (NA)                  | 3° in Eccellenza Campania/A  |
| Real Aversa           | Aversa (CE)                   | 7° in Eccellenza Campania/B  |
| Real Fratta Acer      | Frattamaggiore (NA)           | 12° in Eccellenza Campania/A |
| San Giorgio a Cremano | San Giorgio a Cremano (NA)    | 1° in Promozione Campania/B  |
| San Prisco            | San Prisco (CE)               | 1° in Promozione Campania/A  |
| Virtus Baia           | Bacoli (NA)                   | 5° in Eccellenza Campania/A  |
| Virtus Pompei         | Pompei (NA)                   | 7° in Eccellenza Campania/A  |

### Classifica finale
|                    | Pos. | Squadra             | Pt | G  | V  | N  | P  | GF | GS | DR  |
| ------------------ | ---- | ------------------- | -- | -- | -- | -- | -- | -- | -- | --- |
| Promossa           | 1.   | Gladiator           | 73 | 30 | 22 | 7  | 1  | 65 | 14 | +51 |
| Play-off nazionali | 2.   | Ischia              | 59 | 30 | 16 | 11 | 3  | 59 | 22 | +37 |
|                    | 3.   | Capri Isola Azzurra | 48 | 30 | 13 | 9  | 8  | 44 | 37 | +7  |
|                    | 4.   | Portici             | 46 | 30 | 13 | 8  | 9  | 37 | 30 | +7  |
|                    | 5.   | Barrese Ester       | 44 | 30 | 11 | 11 | 8  | 35 | 26 | +9  |
|                    | 6.   | El Brazil Napoli    | 42 | 30 | 10 | 12 | 8  | 37 | 33 | +4  |
|                    | 7.   | Virtus Pompei       | 42 | 30 | 11 | 9  | 10 | 31 | 34 | -3  |
|                    | 8.   | San Giorgio 1926    | 39 | 30 | 9  | 12 | 9  | 34 | 30 | +4  |
|                    | 9.   | San Prisco          | 38 | 30 | 10 | 8  | 12 | 37 | 31 | +6  |
|                    | 10.  | Capua               | 38 | 30 | 8  | 14 | 8  | 33 | 36 | -3  |
|                    | 11.  | Virtus Baia         | 37 | 30 | 9  | 10 | 11 | 28 | 36 | -8  |
|                    | 12.  | Intercamaldoli      | 35 | 30 | 9  | 8  | 13 | 27 | 40 | -13 |
|                    | 13.  | Napoli Est          | 33 | 30 | 7  | 12 | 11 | 21 | 35 | -14 |
| Retrocessa         | 14.  | Real Fratta Acer    | 31 | 30 | 7  | 10 | 13 | 22 | 36 | -14 |
| Retrocessa         | 15.  | Real Aversa         | 21 | 30 | 4  | 10 | 16 | 21 | 45 | -24 |
| Retrocessa         | 16.  | Arzanese            | 14 | 30 | 3  | 5  | 22 | 19 | 65 | -46 |

Legenda:

      Promossa in Serie D 2001-2002.

      Qualificata ai play-off nazionali.

      Retrocesse in Promozione 2001-2002.

Note:

Tre punti a vittoria, uno a pareggio, zero a sconfitta.
- Portici penalizzato di 1 punto.
- Real Aversa penalizzato di 1 punto.

### Verdetti
- Gladiator promosso in Serie D.
- Ischia eliminato ai play-off nazionali.
- Real Fratta Acer, Real Aversa e Arzanese retrocesse in Promozione.

## Girone B

### Squadre partecipanti
| Club              | Città                      | Stagione 1999-2000           |
| ----------------- | -------------------------- | ---------------------------- |
| Angri             | Angri (SA)                 | 5° in Eccellenza Campania/B  |
| Ariano            | Ariano Irpino (AV)         | 1° in Promozione Campania/C  |
| Bertoni           | Battipaglia (SA)           | 13° in Eccellenza Campania/B |
| Comprensorio Nola | Nola (NA)                  | 4° in Eccellenza Campania/A  |
| Eclanese          | Mirabella Eclano (AV)      | 2° in Promozione Campania/C  |
| Gelbison          | Vallo della Lucania (SA)   | 14° in Eccellenza Campania/B |
| Giffonese         | Giffoni Valle Piana (SA)   | 1° in Promozione Campania/D  |
| Gragnano          | Gragnano (NA)              | 8° in Eccellenza Campania/B  |
| Montemiletto      | Montemiletto (AV)          | 6° in Eccellenza Campania/B  |
| Pro Ebolitana     | Eboli (SA)                 | 15° nel C.N.D./G             |
| Real Pollese      | Polla (SA)                 | 3° in Promozione Campania/D  |
| San Marzano       | San Marzano sul Sarno (SA) | 10° in Eccellenza Campania/B |
| Saviano           | Saviano (NA)               | 11° in Eccellenza Campania/A |
| Solofra Produce   | Solofra (AV)               | 9° in Eccellenza Campania/B  |
| Spigolatrice      | Sapri (SA)                 | 4° in Eccellenza Campania/B  |
| Teoreo            | Montoro Inferiore (AV)     | 11° in Eccellenza Campania/B |

### Classifica finale
|            | Pos. | Squadra           | Pt | G  | V  | N  | P  | GF | GS | DR  |
| ---------- | ---- | ----------------- | -- | -- | -- | -- | -- | -- | -- | --- |
| Promossa   | 1.   | Angri             | 74 | 30 | 23 | 5  | 2  | 65 | 14 | +51 |
| Promossa   | 2.   | Pro Ebolitana     | 74 | 30 | 23 | 5  | 2  | 59 | 22 | +37 |
|            | 3.   | Solofra Produce   | 73 | 30 | 22 | 7  | 1  | 66 | 19 | +47 |
| Promossa   | 4.   | Comprensorio Nola | 48 | 30 | 14 | 6  | 10 | 44 | 34 | +10 |
|            | 5.   | Ariano            | 48 | 30 | 13 | 9  | 8  | 41 | 33 | +8  |
|            | 6.   | Bertoni           | 42 | 30 | 11 | 9  | 10 | 35 | 29 | +6  |
|            | 7.   | Gragnano          | 39 | 30 | 9  | 12 | 9  | 35 | 43 | -8  |
|            | 8.   | San Marzano       | 37 | 30 | 9  | 10 | 11 | 30 | 32 | -2  |
|            | 9.   | Eclanese          | 36 | 30 | 10 | 6  | 14 | 35 | 37 | -2  |
|            | 10.  | Spigolatrice      | 36 | 30 | 9  | 9  | 12 | 36 | 41 | -5  |
|            | 11.  | Teoreo            | 35 | 30 | 10 | 5  | 15 | 38 | 49 | -11 |
|            | 12.  | Montemiletto      | 33 | 30 | 8  | 9  | 13 | 32 | 37 | -5  |
|            | 13.  | Saviano           | 30 | 30 | 7  | 9  | 14 | 25 | 37 | -12 |
| Retrocessa | 14.  | Giffonese         | 28 | 30 | 6  | 10 | 14 | 32 | 42 | -10 |
| Retrocessa | 15.  | Real Pollese      | 22 | 30 | 6  | 4  | 20 | 31 | 64 | -33 |
| Retrocessa | 16.  | Gelbison          | 6  | 30 | 1  | 3  | 26 | 16 | 87 | -71 |

Legenda:

      Promosse in Serie D 2001-2002.

      Retrocesse in Promozione 2001-2002.

Note:

Tre punti a vittoria, uno a pareggio, zero a sconfitta.

### Spareggi
| ??? 2001                                     | Angri                | 1 – 1 (d.t.s.) | Pro Ebolitana |  |
| \| \| \| \| \| \| Tiri di rigore 3 – 1 \| \| |                      |                |               |  |
|                                              |                      |                |               |  |
|                                              | Tiri di rigore 3 – 1 |                |               |  |

### Verdetti
- Angri promosso in Serie D dopo lo spareggio promozione.
- Pro Ebolitana promossa in Serie D dopo i play-off nazionali.
- Comprensorio Nola promosso in Serie D grazie alla vittoria della Coppa Italia Dilettanti.
- Giffonese inizialmente retrocessa in Promozione, viene poi ripescata in Eccellenza.
- Real Pollese e Gelbison retrocesse in Promozione.